# Himopolynema indicum
Himopolynema indicum är en stekelart som beskrevs av Hayat och Basha 2003. Himopolynema indicum ingår i släktet Himopolynema och familjen dvärgsteklar. Inga underarter finns listade i Catalogue of Life.